# Chiesa di San Biagio (Doues)
La chiesa parrocchiale di San Biagio (in francese, Église paroissiale Saint-Blaise) è un luogo di culto cattolico di Doues, in Valle d'Aosta.

## Storia
Le prime testimonianze di una chiesa parrocchiale a Doues risalgono al 1176, come testimoniato in una bolla pontificia di Papa Alessandro III. In questo periodo, la parrocchia di Doues era unita a quella di Allein, ma nel 1300 risultavano essersi già separate.
La prima chiesa del comune si trovava nella frazione di La Cerise e risulta dedicata a Pietro apostolo, ma una frana impose alla comunità di spostarsi nel capoluogo comunale, dove la nuova chiesa venne intitolata anche a San Biagio fino almeno al 1550.
La chiesa di Doues venne interamente ricostruita partendo dalle fondamenta nel 1790, e al termine della ricostruzione venne deciso di dedicarla solamente a San Biagio. L'edificio venne restaurato e dipinto negli anni tra il 1943 e il 1945.

## Descrizione

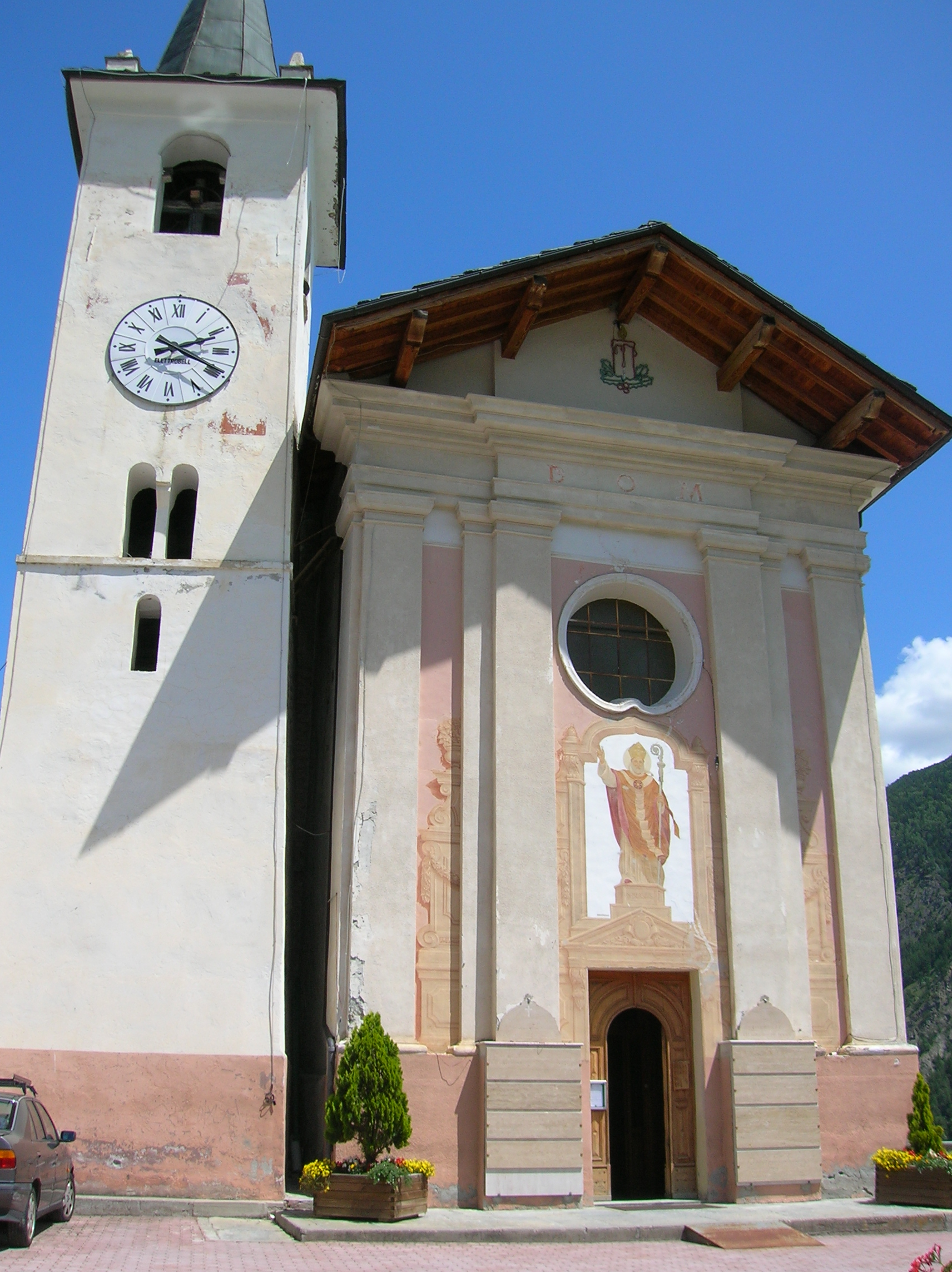
La facciata

La facciata presenta quattro possenti lesene che inquadrano il portale d'ingresso, il quale è sormontato da un affresco raffigurante San Biagio e da una finestra dalla particolare forma circolare con una rientranza nella parte inferiore. La facciata è chiusa in sommità da un timpano triangolare che poggia su un'alta cornice orizzontale ed è coperto dallo sbalzo del tetto. Quest'ultimo è a doppia falda con una struttura lignea che regge il manto di copertura.
Il campanile è realizzato con pareti in pietra legata da malta, intonacata su tutti i lati, ad eccezione di quello adiacente al corpo della chiesa, dove le pietre sono lasciate a vista. Lo sviluppo verticale vede sul lato principale dapprima una monofora, sormontata da una bifora, entrambe con arco a tutto sesto. Più in alto si trova l'orologio, sormontato dalla cella campanaria. La copertura ha la forma di un tronco di piramide a base ottagonale.
Nel fianco della chiesa è stata incorporata una cappella, fatta costruire dai signori de La Crête e nei quali si trova la loro tomba.